# آدم كارل بيتري
كارل آدم بيتري (بالألمانية: Carl Adam Petri)‏ (ولد في 12 يوليو 1926 بلايبتسغ، توفي 2 يوليو 2010) رياضياتي ألماني ومشتغل بالحوسبة. بروفسور شرفي (Ehrenprofessor) بجامعة هامبورغ. اخترع بيتري عام 1962 شبكات بيتري كجزء من أطروحة الدكتوراه بعنوان الاتصالات بين الأوتوماتات (Kommunikation mit Automaten) بجامعة بون. شارك بفعالية في تقدم الحساب المتوازي والحساب الموزع، كما ساهم في تعريف مفاهيم جديدة كالأنظمة المعقدة وتسيير workflow.
شملت مساهماته ميادين واسعة حول نظريات الشبكات. انزوى رسميا عام 1991. قامت ملكة هولندا سنة 2003 بمنحه صف الأسد الهولندي (Commandeur in de Orde van de Nederlandse Leeuw).